# Bataille de Melleck
Rébellion du Tyrol
Batailles
- Axams
- Sterzing
- Innsbrück
- Kufstein
- Volano
- Lofer
- Waidring
- Wörgl
- Strass im Zillertal
- 1re Bergisel
- 2e Bergisel
- Franzensfeste
- Pontlatzer Brücke
- 3e Bergisel
- Unken
- Lueg
- Hallein
- Melleck
- 4e Bergisel
- Pustertal
- Meran
- Sankt Leonhard in Passeier

La bataille de Melleck se déroule le  17 octobre 1809 lors de la rébellion tyrolienne de 1809. Elle s'achève par la victoire des Bavarois.

## Déroulement
Le 17 octobre, la 1re division bavaroise, forte de 3 000 hommes, dirigée par le général-major Rechberg attaque par surprise Speckbacher et ses 2 000 hommes au col Bodenbichl, dans le village de Melleck, entre Schneizlreuth et Unken. Les Tyroliens ne parviennent pas à se déployer correctement et sont écrasés. Leurs pertes auraient été de 300 morts et 400 capturés, tandis que les Bavarois n'avouent que sept tués dans leurs rapports. Speckbacher est blessé et ses hommes, démoralisés, se dispersent. Pour cette éclatante victoire, le général Rechberg est décoré de l'Ordre Militaire de Max-Joseph par son souverain.